# Dwornikita
La dwornikita és un mineral de la classe dels sulfats, que pertany al grup de la kieserita. Va rebre el seu nom l'any 1982 per Charles Milton, Howard T. Evans Jr. and Robert G. Johnson en honor d'Edward J. Dwornik (1920-2004), químic analític i mineralogista del United States Gelogical Survey.

## Característiques
La dwornikita és un sulfat de fórmula química NiSO₄(H₂O). Va ser aprovada com a espècie vàlida per l'Associació Mineralògica Internacional l'any 1981. Cristal·litza en el sistema monoclínic. Es troba en forma d'agregats de grans anèdrics, d'aproximadament 1μm, entremesclats amb altres espècies. La seva duresa a l'escala de Mohs és 2 a 3.
Segons la classificació de Nickel-Strunz, la dwornikita pertany a «07.CB: Sulfats (selenats, etc.) sense anions addicionals, amb H₂O, amb cations de mida mitjana» juntament amb els següents minerals: gunningita, kieserita, poitevinita, szmikita, szomolnokita, cobaltkieserita, sanderita, bonattita, aplowita, boyleïta, ilesita, rozenita, starkeyita, drobecita, cranswickita, calcantita, jôkokuïta, pentahidrita, sideròtil, bianchita, chvaleticeïta, ferrohexahidrita, hexahidrita, moorhouseïta, niquelhexahidrita, retgersita, bieberita, boothita, mal·lardita, melanterita, zincmelanterita, alpersita, epsomita, goslarita, morenosita, alunògen, metaalunògen, aluminocoquimbita, coquimbita, paracoquimbita, romboclasa, kornelita, quenstedtita, lausenita, lishizhenita, römerita, ransomita, apjohnita, bilinita, dietrichita, halotriquita, pickeringita, redingtonita, wupatkiïta i meridianiïta.

## Formació i jaciments
Es troba en dipòsits de sulfur de vanadi, probablement per l'oxidació de bravoïta associada. Sol trobar-se associada a altres minerals com: patronita, sofre, retgersita i szomolnokita. Va ser descoberta l'any 1981 a la mina Ragra, al districte de Huayllay, a Pasco, Perú. També ha estat descrita a la mina Palhal, a Branca (Aveiro, Portugal) i a la mina Lipovka (óblast de Sverdlovsk, Rússia).